# Jung Il-woo
Jung Il-woo (en hangul, 정일우; en hanja, 丁一宇) (9 de septiembre de 1987) es un cantante ocasional, modelo y actor surcoreano, más conocido por su participación en series como 49 Days y como el príncipe Yang Myung en Moon Embracing the Sun.

## Biografía
Es hijo de una familia acomodada por lo que su vida siempre estuvo rodeada de lujos.
Su abuelo es dueño de un importante hospital y su madre es la encargada principal de un laboratorio textil.
Estudió radiodifusión en el instituto de Artes de Seúl,más tarde lo abandonó y se trasladó al departamento de Teatro y Cine de la universidad de Hanyang graduándose el 20 de febrero de 2014.
También estudió inglés y aprobó el examen TOEIC.
En 2006 el actor estuvo involucrado en un grave accidente automovilístico junto a su amigo de la infancia  Lee Min-ho donde sufrieron heridas de gravedad.En este accidente, tuvo una hemorragía cerebral y pérdida parcial de memoria.Por fortuna,se recuperó.También es buen amigo del actor Kim Bum.
Durante 3 años sufrió intensos dolores de cabeza y poco antes de enlistarse en el ejército descubrió que tenía un aneurisma cerebral a pesar de eso el actor decidió cumplir con su deber haciendo el servicio militar alternativo debido a su condición.
Un aneurisma cerebral es un área débil en un vaso sanguíneo en el cerebro que generalmente se agranda.Existe el riesgo de una explosión que puede ser mortal,sin embargo,del 50 al 80 por ciento de los aneurismas cerebrales no se rompen.
Jung Il woo dijo:"Cuando recibí el diagnóstico,fue como una bomba de tiempo.No podía salir de mi casa debido a la ansiedad y la depresión"."Viví así por más de un mes.Entonces pensé que dado que las personas no saben cuando van a morir,debería disfrutar el presente mientras hago todo lo que quiero hacer.Con esa mentalidad fui a Santiago(de compostela España).En ese momento,fue el momento más feliz de mi vida porque fui como jung il woo a mediados de los 20 y no como actor".
"Todavía soy joven,así que no puedo operarme"."Lo examinó cada tres meses".
Fue el primer actor coreano en tomar un papel protagónico en Tailandia.
El 3 de febrero de 2022 su agencia anunció que había dado positivo para COVID-19 por lo que se encontraba tomando las medidas necesarias para recuperarse.

## Carrera
El 4 de mayo de 2012 Soop Entertainment reveló que Jung Il Woo se había unido a la agencia.
El 2 de mayo de 2013 Haru Entertainment reveló que Jung Il Woo se había unido a la agencia.
El 20 de octubre de 2015 firmó contrato con YUEHUA Entertainment(china).
El 12 de enero de 2016 se reveló que su nueva agencia en Corea es HB Entertaiment.
En abril de 2021 se anunció que se había unido a la agencia 9ato Entertainment.
En diciembre de 2022 se reveló que había  firmando un contrato exclusivo con la agencia Studio 252.
Su primera aparición en la televisión fue el 6 de noviembre de 2006 cuando se unió al elenco principal del drama High Kick! (también conocida como "Unstoppable High Kick") donde interpretó a Lee Yoon Ho, un miembro de la familia Lee, hasta el final de la serie el 13 de julio de 2007. 
Después de eso tuvo aparición en películas y dramas, entre ellas El regreso de Iljimae con el papel protagónico.
Su popularidad subió en el 2011 en Flower Boy Ramen Shop con su papel como el heredero arrogante Cha Chi-soo. 
Ya en el 2012 regreso en el drama histórico Moon Embracing the Sun.
En el 2016 regreso en el famoso drama Cinderella and four knights (Cenicienta y sus cuatro caballeros)
En 2020 participó en la serie Dulces Antojos, en el papel de Park Jing Sung. Al año siguiente protagonizó Bossam: Steal the Fate, serie que se convirtió en la de mayor audiencia para el canal MBN.
El 19 de abril de 2022 se confirmó que se uniría al elenco principal de la serie Good Job, donde da vida a Eun Sun-woo, un chaebol que es dueño del grupo Eunkang y también dirige una agencia de detectives. En ella vuelve a ser su coprotagonista Kwon Yu-ri, igual que en Bossam: Steal the Fate.

## Filmografía

### Películas
| Año  | Título               | Título         | Rol                 |
| Año  | Internacional        | Original       | Rol                 |
| ---- | -------------------- | -------------- | ------------------- |
| 2006 | The World of Silence | 조용한 세상    | Ryu Jung Ho (joven) |
| 2007 | My Love              | 내사랑         | Ji Woo              |
| 2016 | The Rise of a Tomboy | 女汉子真爱公式 |                     |
| 2022 | Highway Family       |                | [ 8 ]               |

### Series de televisión
| Año       | Título                                 | Título                  | Rol                        | Canal         | Ref.          |
| Año       | Internacional                          | Original                | Rol                        | Canal         | Ref.          |
| --------- | -------------------------------------- | ----------------------- | -------------------------- | ------------- | ------------- |
| 2006-2007 | High Kick!                             | 거침없이 하이킥         | Lee Yoon Ho                | MBC           |               |
| 2008      | The Secret of Coocoo Island            | 크크섬의 비밀           | Lee Yoon Ho (cameo, ep. 1) | MBC           |               |
| 2009      | The Return of Iljimae                  | 돌아온 일지매           | Iljimae                    | MBC           |               |
| 2009      | My Fair Lady                           | 아가씨를 부탁해         | Lee Tae Yoon               | KBS 2TV       |               |
| 2009      | High Kick Through the Roof             | 지붕 뚫고 하이킥        | Il Woo (cameo, ep.35)      | MBC           |               |
| 2011      | 49 Days                                | 49일                    | Song Yi Soo                | SBS           |               |
| 2011      | Flower Boy Ramyun Shop                 | 꽃미남 라면가게         | Cha Chi Soo                | tvN           |               |
| 2011      | High Kick: Revenge of the Short Legged | 지붕 뚫고 하이킥        | Il Woo (cameo, ep. 40)     | MBC           |               |
| 2012      | Moon Embracing the Sun                 | 해를 품은 달            | Príncipe Yang Myung        | MBC           |               |
| 2013      | Queen of the Office                    | 직장의 신               | Cha Chi Soo (cameo, ep. 3) | KBS 2TV       |               |
| 2013-2014 | Golden Rainbow                         | 황금 무지개             | Seo Do Young               | MBC           |               |
| 2014      | The Night Watchman's Journal           | 야경꾼일지              | Lee Rin                    | MBC           |               |
| 2015      | High-End Crush                         | 고품격 짝사랑           | Choi Se Hoon               | Naver TV Cast |               |
| 2016      | Cinderella with Four Knights           | 신데렐라와 네 명의 기사 | Kang Ji Woon               |               |               |
| 2020      | Dulce Antojo                           |                         | Park Jin Sung              |               |               |
| 2021      | Bossam: Steal the Fate                 |                         | Ba-woo                     | MBN           | [ 3 ] [ 9 ]   |
| 2022      | Good Job                               | 굿잡                    | Eun Sun-woo                | ENA           | [ 10 ] [ 11 ] |

### Programas de televisión (variedades)
| Año  | Título                      | Canal     | Notas                |
| ---- | --------------------------- | --------- | -------------------- |
| 2011 | One More Time – Jung Il Woo | MTV Korea |                      |
| 2011 | Amazing Dream Project       | jTBC      |                      |
| 2012 | Day Day Up                  | Hunan TV  |                      |
| 2012 | 完全娛樂                    | TTV       |                      |
| 2012 | 100% Entertainment          | GTV       |                      |
| 2014 | Infinite Challenge          | MBC       |                      |
| 2015 | Star Chef                   | JSTV      |                      |
| 2015 | Running Man                 | SBS       | (ep. #242)           |
| 2016 | Running Man                 | SBS       | (ep. #283, 289, 290) |
| 2019 | Running Man                 | SBS       | (ep. #437)           |

### Presentador
| Año  | Título                    | Notas                    |
| ---- | ------------------------- | ------------------------ |
| 2021 | 57th Baeksang Arts Awards | presentador de categoría |

### Apariciones en videos musicales
| Año  | Canción                             | Artista       |
| ---- | ----------------------------------- | ------------- |
| 2007 | «This Is Me» (이게 나예요)          | SAT           |
| 2007 | «Goodbye Sadness» (굿바이 새드니스) | Goo Jung Hyun |

## Discografía
- 2009: «Guilty» - (Narración)
- 2011: «Scarecrow» para el BSO de 49 Days
- 2011: «Someone Like You» para el BSO de Flower Boy Ramyun Shop.
- 2014: «Rain Tears Instead», dúo con Nicole Jung para el BSO de The Night Watchman's Journal.

## Premios y nominaciones
| Año  | Categoría                            | Premio                   | Trabajo                      | Resultado |
| ---- | ------------------------------------ | ------------------------ | ---------------------------- | --------- |
| 2019 | Rookie Award in Show & Entertainment | KBS Entertainment Awards | Convenience Store Restaurant | Ganó      |